# 강원특별자치도춘천교육지원청
강원특별자치도춘천교육지원청(江原特別自治道春川敎育支援廳, Gangwon State Chuncheon Office of Education)은 대한민국 강원특별자치도 춘천시의 교육 사무를 관할하기 위해 강원특별자치도교육청 산하에 설치된 교육지원청이다.
교육장은 장학관으로 보한다.

## 산하기관

### 유치원
|  |

### 초등학교
| - 춘천교육대학교 부설초등학교 - 가산초등학교 - 광판초등학교 - 교동초등학교 - 근화초등학교 - 금병초등학교 - 금산초등학교 - 남부초등학교 - 남산초등학교 - 서천분교 | - 남춘천초등학교 - 당림초등학교 - 동내초등학교 - 동부초등학교 - 동춘천초등학교 - 만천초등학교 - 봄내초등학교 - 봉의초등학교 - 부안초등학교 - 상천초등학교 | - 서상초등학교 - 석사초등학교 - 성림초등학교 - 성원초등학교 - 소양초등학교 - 송화초등학교 - 신남초등학교 - 신동초등학교 - 오동초등학교 - 우석초등학교 | - 조양초등학교 - 중앙초등학교 - 지촌초등학교 - 지암분교 - 천전초등학교 - 추곡초등학교 - 춘천삼육초등학교 - 춘천초등학교 - 호반초등학교 - 효제초등학교 - 후평초등학교 |

### 중학교
| - 강서중학교 - 강원중학교 - 강원체육중학교 - 광판중학교 - 남춘천여자중학교 | - 남춘천중학교 - 대룡중학교 - 동산중학교 - 봉의중학교 - 소양중학교 | - 신포중학교 - 우석중학교 - 유봉여자중학교 - 창촌중학교 - 춘성중학교 | - 봄내중학교 - 춘천중학교 - 후평중학교 |